# Wuhan Tiandi Park Place Office Tower 1
La Wuhan Tiandi Park Place Office Tower 1 est un gratte-ciel en construction à Wuhan en Chine. Il s'élèvera à 283 mètres. 